# 隅谷正峯
隅谷 正峯（すみたに まさみね、1921年（大正10年）1月24日 - 1998年（平成10年）12月12日）は石川県松任市（現在の白山市）出身の日本刀匠。全日本刀匠会元理事長。日本美術刀剣保存協会元理事。本名は隅谷 與一郎（すみたに よいちろう）。

## 経歴
1938年（昭和13年）、金沢一中卒業。1941年（昭和16年）立命館大学理工学部機械工学科卒業と同時に刀匠・桜井正幸に入門。独立後は興国日本刀鍛錬所（広島県尾道市）へ。その後、日本刀鍛錬所傘笠亭（さんりゅうてい）を松任市に開いて多くの作品を手掛けた。昭和40年代には新作刀に与えられる最高賞である「正宗賞」を3度受賞。1989年（平成元年）には伊勢神宮式年遷宮御神宝太刀（ごしんぽうたち）を制作した。天下三名槍である「日本号」の写しは現存の写しの中で最高傑作と言われる。
地鉄の研究にも熱心で知られた。昭和50年ごろから正倉院蔵刀子や四天王寺蔵刀剣類を参考に小刀や刀子を研究、制作を続ける。鎌倉時代の備前刀を得意とし、隅谷丁子（すみたに・ちょうじ）と呼ばれる独自の華麗な丁子刃文（ちょうじはもん）を完成した。
1981年（昭和56年）4月3日、人間国宝に認定された。
皇室関連の作刀を行っていることでも知られる。1991年（平成3年）には眞子内親王、1993年（平成5年）には皇太子徳仁親王妃雅子、1994年（平成6年）には佳子内親王の賜剣の儀で、隅谷の製作した守り刀が天皇から授けられている。